# Важник Яків Якович
Яків Якович Важник (20 липня 1902, село Омельно Ігуменського повіту Мінської губернії, тепер Мінської області, Білорусь — 13 березня 1979, місто Москва, Російська Федерація) — радянський діяч, секретар ЦК КП(б) Казахстану із кадрів та із пропаганди і агітації. Депутат Верховної ради Казахської РСР 1-го скликання.

## Життєпис
Народився в селянській родині. Батьки померли в 1906 році, виховувався в родині старшого брата. З березня 1911 по листопад 1915 року — пастух у заможних селян в селищі Замостя і селі Клітне Ігуменського повіту Мінської губернії.
У 1915 році закінчив народне училище в селі Омельно Ігуменського повіту Мінської губернії. З лютого по травень 1916 року — вихованець дитячого притулку Всеросійського земського союзу в Мінську.
У червні 1916 — січні 1918 року — санітар 12-го заразного госпіталю Всеросійського земського союзу в Мінську.
З лютого по квітень 1918 року — переписувач 15-го головного евакуаційного пункту в місті Молодечно Мінської губернії.
У квітні 1918 — вересні 1920 року — санітар 3-го і 5-го санітарних поїздів РСЧА Курськ — Москва.
У жовтні 1920 — лютому 1921 року — ротний писар загону особливого призначення при особливому відділі 13-ї армії Південного фронту РСЧА в місті Керчі.
У лютому — квітні 1921 року — ротний писар загону особливого призначення при особливому відділі Харківського військового округу в місті Харкові.
З травня 1921 по листопад 1924 року працював на сільськогосподарських роботах у господарстві брата в селі Омельно Мінської губернії.
У листопаді 1924 — січні 1926 року — секретар Ворошиловської сільської ради в селі Омельно Мінського округу. У 1925 році вступив до комсомолу.
У лютому 1926 — квітні 1929 року — відповідальний секретар виконавчого комітету Пуховицької районної ради Мінського округу.
Член ВКП(б) з січня 1929 року.
У квітні 1929 — травні 1930 року — завідувач Пуховицького районного земельного відділу Мінського округу в селищі Мар'їна Горка.
У травні — липні 1930 року — інструктор виконавчого комітету Мінської окружної ради.
У серпні 1930 — серпні 1931 року — відповідальний секретар виконавчого комітету Березинської районної ради Білоруської СРР.
У серпні 1931 — жовтні 1932 року — завідувач культурно-просвітницького відділу Березинського районного комітету КП(б) Білорусії.
У жовтні 1932 — серпні 1935 року — студент Мінської вищої комуністичної сільськогосподарської школи імені Леніна.
У вересні 1935 — січні 1938 року — слухач Аграрного інституту Червоної професури в Москві, закінчив три курси.
У лютому — травні 1938 року — відповідальний організатор відділу керівних партійних органів ЦК ВКП(б) у Москві.
У травні 1938 — червні 1939 року — завідувач відділу керівних партійних органів ЦК КП(б) Казахстану.
17 червня 1939 — 15 червня 1940 року — секретар ЦК КП(б) Казахстану із кадрів.
19 червня 1940 — 26 червня 1941 року — секретар ЦК КП(б) Казахстану із пропаганди та агітації.
З 1941 року — в Червоній армії, слухач Вищих курсів удосконалення політичного складу РСЧА. Знаходився в розпорядженні Московського міського комітету оборони, займався формуванням військових частин.
У 1942 — грудні 1945 року — начальник відділу кадрів Головного управління гідрометеослужби РСЧА Народного комісаріату оборони СРСР у Москві.
У грудні 1945 — вересні 1947 року — завідувач сектору відділу кадрів сільського господарства Управління кадрів ЦК ВКП(б). У вересні 1947 — 24 серпня 1948 року — заступник завідувача відділу кадрів сільського господарства Управління кадрів ЦК ВКП(б).
24 серпня 1948 — квітень 1949 року — заступник завідувача сектору громадських організацій із зовнішніх відносин відділу зовнішніх відносин ЦК ВКП(б).
У квітні 1949 — 1952 року — заступник завідувача підвідділу (сектору) Зовнішньополітичної комісії ЦК ВКП(б).
У 1952 — травні 1953 року — заступник завідувача підвідділу (сектору) Комісії ЦК КПРС зі зв'язків з іноземними комуністичними партіями.
12 травня 1953 — 20 червня 1957 року — референт відділу ЦК КПРС зі зв'язків з іноземними комуністичними партіями.
20 червня 1957 — 6 серпня 1959 року — референт Міжнародного відділу ЦК КПРС зі зв'язків із комуністичними партіями капіталістичних країн.
З вересня 1959 року — персональний пенсіонер союзного значення в Москві.
Помер 13 березня 1979 року в Москві.

## Звання
- підполковник

## Нагороди
- орден Трудового Червоного Прапора (15.02.1939)
- орден Червоної Зірки (.06.1943)
- медаль «За оборону Москви» (1944)
- медаль «За перемогу над Японією» (1945)
- медалі